# 중앙아시아인
중앙아시아인은 중앙아시아의 원주민인 민족들을 말한다. 일반적으로 중앙아시아는 카자흐스탄, 우즈베키스탄, 투르크메니스탄, 타지키스탄, 키르기스스탄을 말하며 아프가니스탄을 포함하기도 한다. 인종적, 문화적 특성에서 정의된 중앙아시아인은 카자흐인, 타지크인, 우즈베크인, 키르기스인, 위구르인, 파미르인(투지크족 등도 포함)등을 말한다. 
대부분 튀르크족이 다수이지만, 타지크인과 그 방계인 파미르인(투지크족 등도 포함) 등의 이란계 민족들도 거주하고 있다.

## 같이 보기
- 아시아인
- 황인
- 몽골로이드
- 이란족
- 튀르크족
- 토하라인